# Карл фон Валдбург-Траухбург
Карл фон Валдбург-Траухбург (на немски: Karl von Waldburg-Trauchburg; * 7 август 1548; † 18 юни 1593) е фрайхер и „трушсес“ на Валдбург в Траухбург (1580), имперски камера съд президент.
Той е третият син на Вилхелм Млади фон Валдбург-Траухбург (1518 – 1566) и съпругата му графиня Йохана фон Фюрстенберг (1529 – 1589), дъщеря на граф Фридрих III фон Фюрстенберг (1496 – 1559) и графиня Анна фон Верденберг-Хайлигенберг (ок. 1510 – 1554).
Племенник е на Ото фон Валдбург (1514 – 1573), епископ на Аугсбург (1543) и кардинал (1544). Брат му Гебхард I фон Валдбург (1547 – 1601) е архиепископ и курфюрст на Кьолн (1580 – 1583).
Карл фон Валдбург-Траухбург умира на 18 юни 1593 г. на 44 години и е погребан в катедралата Страсбург-Мюнстер.

## Фамилия
Карл фон Валдбург-Траухбург се жени на 6 май 1572 г. в Зигмаринген за графиня Елеонора/Леонора фон Хоенцолерн-Зигмаринген (* 15 февруари 1551; † сл. 2 април 1605), дъщеря на граф Карл I фон Хоенцолерн-Хайгерлох (1516 – 1576) и маркграфиня Анна фон Баден-Дурлах (* 1512; † сл. 1579). Бракът е бездетен.